# Rząd Christiana Stockera
Rząd Christiana Stockera – federalny rząd Republiki Austrii urzędujący od 2025.
W wyborach parlamentarnych z września 2024 pierwsze miejsce zajęła określana jako skrajnie prawicowa Wolnościowa Partia Austrii (FPÖ), która wyprzedziła rządzącą Austriacką Partię Ludową (ÖVP). Misję utworzenia nowego rządu otrzymał Karl Nehammer, lider ludowców i urzędujący kanclerz. Negocjacje z udziałem Socjaldemokratycznej Partii Austrii (SPÖ) i liberalnej partii NEOS zakończyły się niepowodzeniem. W konsekwencji w styczniu 2025 Karl Nehammer zrezygnował urzędu kanclerza i z funkcji przewodniczącego ÖVP. Pełniącym obowiązki przewodniczącego partii został Christian Stocker, a tymczasowym kanclerzem Alexander Schallenberg. Prezydent Alexander Van der Bellen powierzył misję powołania gabinetu liderowi FPÖ Herbertowi Kicklowi, jednak jego rozmowy z ÖVP również nie doprowadziły do zawarcia koalicji.
W drugiej połowie lutego ÖVP, SPÖ i NEOS powróciły do negocjacji, a 27 lutego 2025 ogłosiły zawarcie porozumienia koalicyjnego. Władze ludowców i socjaldemokratów zatwierdziły je następnego dnia, a 2 marca za wejściem do koalicji opowiedziała się zdecydowana większość biorących udział w wewnętrznym głosowaniu członków partii NEOS.
Christian Stocker jako kanclerz oraz członkowie jego gabinetu zostali zaprzysiężeni przez prezydenta 3 marca 2025, tym samym nowy rząd rozpoczął wówczas funkcjonowanie. 2 kwietnia 2025 dokonano modyfikacji w zakresie obowiązków części ministrów w związku ze zmianami w strukturze organizacyjnej rządu.

## Skład rządu
| Funkcja                                                                                             | Zdjęcie | Imię i nazwisko          | Od           | Do | Partia             |
| --------------------------------------------------------------------------------------------------- | ------- | ------------------------ | ------------ | -- | ------------------ |
| Kanclerz                                                                                            |         | Christian Stocker        | 3 marca 2025 |    | ÖVP                |
| Wicekanclerz, minister mieszkalnictwa, sztuki, kultury, mediów i sportu                             |         | Andreas Babler           | 3 marca 2025 |    | SPÖ                |
| Minister spraw zagranicznych i europejskich                                                         |         | Beate Meinl-Reisinger    | 3 marca 2025 |    | NEOS               |
| Minister gospodarki, energii i turystyki                                                            |         | Wolfgang Hattmannsdorfer | 3 marca 2025 |    | ÖVP                |
| Minister spraw wewnętrznych                                                                         |         | Gerhard Karner           | 3 marca 2025 |    | ÖVP                |
| Minister ds. Europy, integracji i rodziny                                                           |         | Claudia Plakolm          | 3 marca 2025 |    | ÖVP                |
| Minister obrony                                                                                     |         | Klaudia Tanner           | 3 marca 2025 |    | ÖVP                |
| Minister rolnictwa, leśnictwa, ochrony klimatu i środowiska, spraw regionalnych i gospodarki wodnej |         | Norbert Totschnig        | 3 marca 2025 |    | ÖVP                |
| Minister innowacji, mobilności i infrastruktury                                                     |         | Peter Hanke              | 3 marca 2025 |    | SPÖ                |
| Minister ds. kobiet, nauki i badań naukowych                                                        |         | Eva-Maria Holzleitner    | 3 marca 2025 |    | SPÖ                |
| Minister finansów                                                                                   |         | Markus Marterbauer       | 3 marca 2025 |    | bezp. (z puli SPÖ) |
| Minister pracy, spraw społecznych, zdrowia, pielęgniarstwa i konsumentów                            |         | Korinna Schumann         | 3 marca 2025 |    | SPÖ                |
| Minister sprawiedliwości                                                                            |         | Anna Sporrer             | 3 marca 2025 |    | bezp. (z puli SPÖ) |
| Minister edukacji                                                                                   |         | Christoph Wiederkehr     | 3 marca 2025 |    | NEOS               |